# 라잠베크 자말로프
라잠베크 살람베코비치 자말로프(우즈베크어: Razambek Salambekovich Jamalov, 러시아어: Разамбе́к Саламбе́кович Жама́лов, 1998년 7월 1일~)는 러시아 출신 우즈베키스탄의 레슬링 선수이다. 러시아 국가대표로 활동하다가 2024년 우즈베키스탄으로 귀화했으며 2024년 하계 올림픽 남자 자유형 웰터급에서 금메달을 획득했다.